# درمار (غوهران)
درمار (بالفارسية: درمار) هي قرية تقع في إيران في قسم غوهران الريفي. يقدر عدد سكانها بـ 121 نسمة بحسب إحصاء 2016.